# 庆丰包子铺
39°56′02″N 116°22′25″E / 39.9338567°N 116.3735546°E

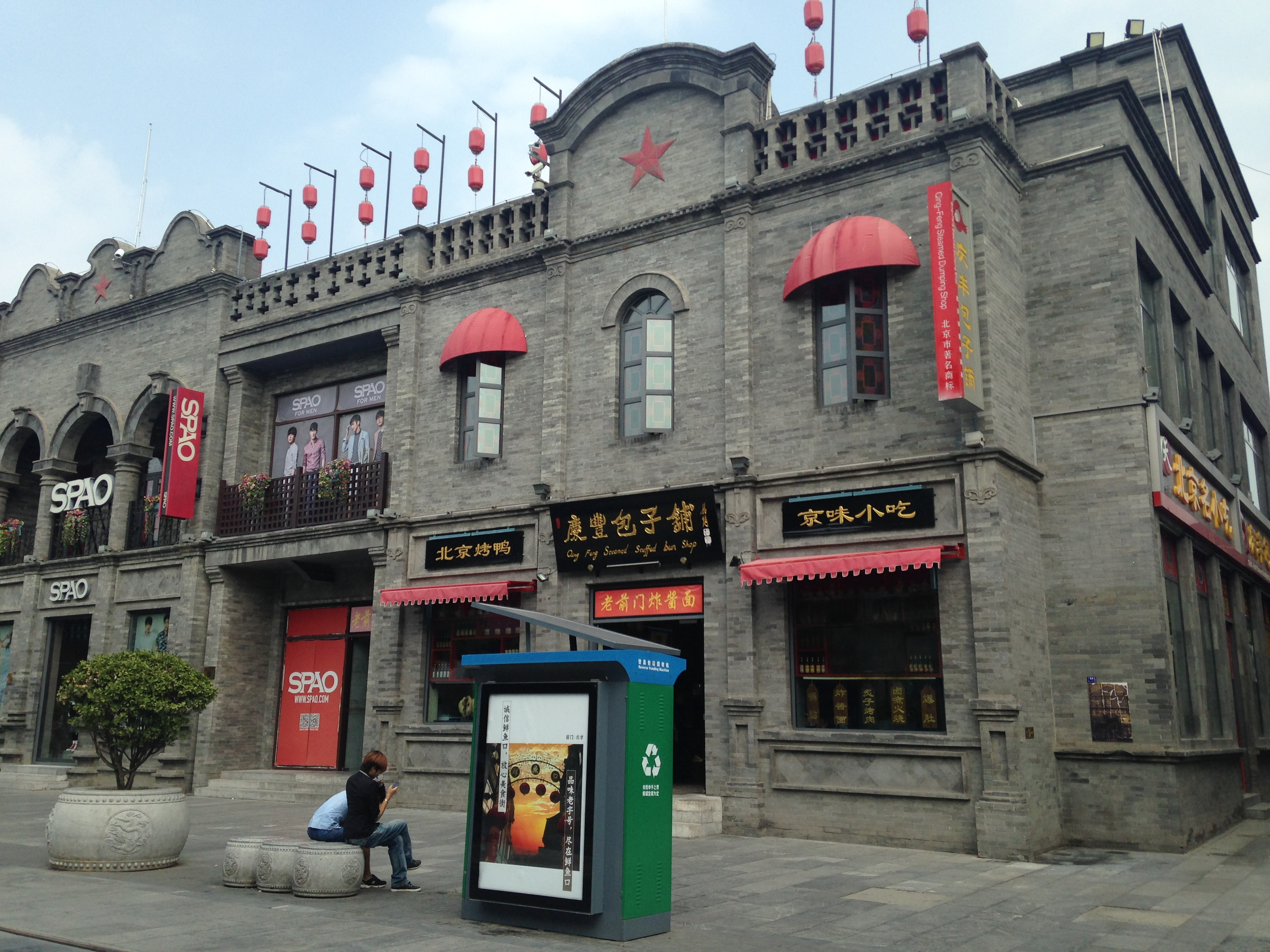
北京前門大街的一家慶豐包子舖

庆丰包子铺是中国北京的一家主营包子、炒肝的中式快餐企业，如今隶属北京华天饮食集团公司。庆丰包子铺总部设在北京市西城区新街口南大街178号。
因中国共产党中央委员会总书记习近平曾在2013年到访品尝，故中国网民喜欢用“庆丰”或“习包子”一词来代称习近平。

## 历史沿革
庆丰包子铺创建于1948年，当时位于西单路口东南角，坐南朝北，初名“万兴居”，是一家普通的小饭馆，经营包子、小吃、米饭、炒菜等等。由于该饭馆出售的包子选料及制作考究，口味地道，故生意红火。1956年公私合营之后，该饭馆专一经营包子。1976年，正式改名为“庆丰包子铺”，主要经营包子、炒肝。1991年，书法家徐柏涛为庆丰包子铺题写了牌匾“庆丰包子铺”。 
1999年，由于西单大街开展市政建设，庆丰包子铺拆迁。同年，庆丰包子铺易地在西安门重张。2004年以来，在北京华天饮食集团公司领导下，庆丰包子铺以“品质、清洁、服务、实惠、体验、健康”作为经营理念，经营定位为“老少皆宜，价格适中，贴近百姓，服务工薪”，采取中式快餐连锁加盟的方式，在5年内由3家门店扩张至140余家门店（其中直营店20家，加盟店120家），遍布北京市及河北省三河市燕郊镇等地，成为北京市规模最大的包子快餐连锁企业。2008年底，庆丰包子铺在北京市顺义区投资建设“北京庆丰食品科技研发中心”一期工程，对全部连锁店的食材“统一采购，统一加工，统一储存，统一配送”。
庆丰包子铺先后荣获“北京商业人气品牌”、“中国风味特色餐厅”、“爱国卫生先进单位”、“首都文明服务示范窗口”、“北京市早餐工程示范店”等称号。2023年12月，庆丰被列入“中华老字号”公示名单，2024年2月1日正式入选。

### 習近平到訪

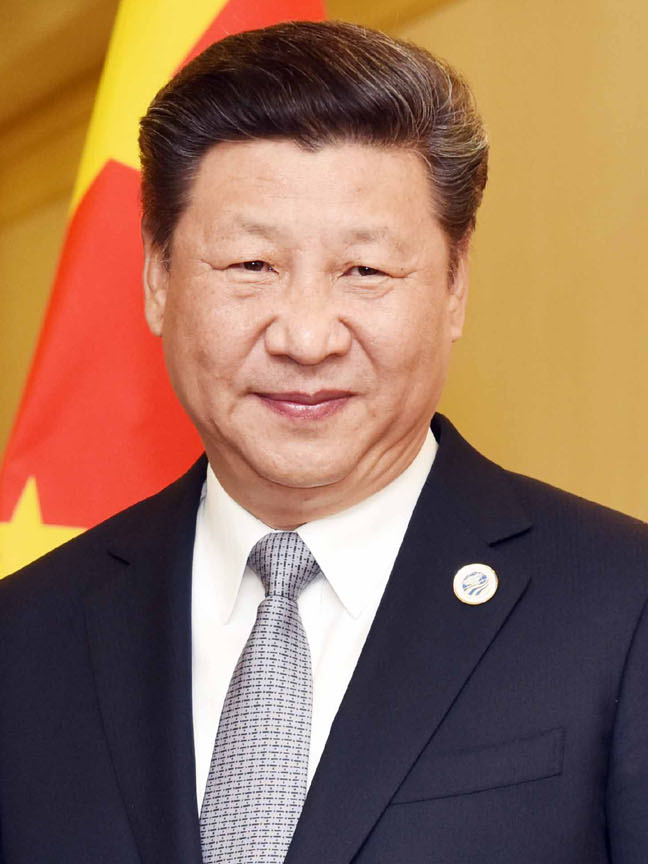
中共中央總書記习近平

2013年12月28日，中共中央总书记习近平到位于月坛公园以北的庆丰包子铺月坛店就餐，引发社会关注。

### 混合所有制改革
2018年，庆丰包子铺的混合所有制改革宣布基本完成。庆丰引入民营资本，增设员工持股，并将进行升级管理，要为上市铺路。2018年8月8日上午，在北京产权交易所，北京华天饮食集团公司、金融街资本运营中心、上海复星高科技（集团）有限公司、员工持股平台等四方股东代表签订北京庆丰餐饮管理有限公司股东协议。根据8日签署的协议，增资完成后，庆丰母公司北京华天饮食集团公司仍为绝对控股方，占比81.58%，上海复星高科技（集团）有限公司占股7%，金融街资本运营中心作为国有资本增资方占股10%，员工持股平台占股1.42%。

### 违法受罚
2019年7月1日，北京东单庆丰包子铺（张艳丽）涉嫌经营标签、说明书不符合《中华人民共和国食品安全法》规定的食品，被处没收违法所得180元人民币。

## 山寨店铺
自从中共中央總書記习近平亲临庆丰包子铺用餐以来，各路商家也因看准商机搭上顺风车，从2014年起，中国大陆有30多个地方相继出现假冒的庆丰包子铺，包括“庆丰包子香”、“庆丰家”、“新庆丰包子”、“康熙庆丰包子”、“庆丰包子”，这些店铺分布在保定、郑州、鄂尔多斯、西安等地，甚至有稻香村（玉田）食品公司生产的山寨版的“庆丰速冻包子”也进入超市。2014年9月10日，庆丰包子铺召开新闻发布会对近期各地打假情况进行说明，在打假人员的努力下，只有两家被关停，其余照常营业。